# 何濟霆
何 濟霆（か さいてい、へ・ジティン、英語: He Ji Ting、1998年2月19日 - ）は、中華人民共和国の男子バドミントン選手。

## 経歴
ジュニア時代、男子ダブルスでは鄭思維とペアを組み、混合ダブルスでは杜玥とペアを組み、世界ジュニア選手権とアジアジュニア選手権でそれぞれ両種目で金メダルを獲得した。
その後は譚強とペアを組み、世界選手権準優勝などを果たす（BWF世界ランキングは最高で10位に到達）。
2022年半ばから周昊東とペアを組む。

### 2023年
10月の北極オープンからは任翔宇とペアを組む。
2週間後のフランス・オープンでは、準々決勝で世界王者の姜敏赫 / 徐承宰を破って銅メダルを獲得した。
11月のジャパン・マスターズでは、決勝まで全ての試合をストレートで勝ち上がる。決勝では、同胞で世界ランク8位の劉雨辰 / 欧烜屹を破って優勝。ペアを組み替えてから5大会目で優勝となり、BWFワールドツアースーパー500以上のタイトルを初獲得となった。

### 2024年
5月のシンガポール・オープンでは、準決勝で世界ランク6位の保木卓朗 / 小林優吾を破り、決勝で世界ランク7位のファジャル・アルフィアン / ムハマド・リアン・アルディアントを破って優勝。BWFワールドツアースーパー750以上のタイトルを初獲得した。
これによって、約5年ぶりに男子ダブルスの最高世界ランクを更新し、8位にランクインした。
6月のオーストラリア・オープンでは、決勝でモハマド・アッサン / ヘンドラ・セティアワンを破って優勝した。

## スキャンダル
2025年4月、彼は全盛期であり世界ランクも更新し続けている中で、彼の元ガールフレンドによる告発によって、中国代表チームから追放される危機に瀕している。
告発には、ボイスメモやSNSの会話履歴など、具体的な証拠も含まれた。

### 不貞行為
彼は女性から金品等を貢がれることを好み、実際に裕福な女性ファンからロレックスの時計を受け取るなどしていた。そういった類の金銭目的の女性関係を複数構築していた。
また、彼が女性との交際中に別の複数の女性と浮気していたことも露呈した。

### チームメイトに対する暴言
彼は、複数のチームメイトなどに対する暴言や中傷などの素行の悪さも指摘された。
- 中国バドミントン協会の会長である張軍に対して「Fatty Zhang」(デブの張)などと呼んだ。また、チームのペアリングの決定やルール等に対しての不満も含まれた[3]。

- 元混合ダブルスのパートナーであった李怡婧に対して、「真的是头猪感觉」(マジで豚みたい)と陰で中傷[4]。

- その他、男子ダブルスパートナーの任翔宇、劉毅、元パートナーの周昊東らを含む複数のチームメイトに対し、軽蔑的な言葉で侮辱していた[5]。

### 違法賭博
2022年の中国マスターズにおいて、試合の八百長の疑いで、世界バドミントン連盟(BWF)によって3ヶ月間の出場停止処分(執行猶予付き)を受けていた。
そして、2025年の告発によって、2023年の世界バドミントン選手権大会や、別の複数の国際大会においても賭博を行っていたことが発覚。発覚しているものだけでも、35000元(約70万円)を失っていた。